# Stammfunktion
Eine Stammfunktion oder ein unbestimmtes Integral ist eine mathematische Funktion, die man in der Differentialrechnung, einem Teilgebiet der Analysis, untersucht. Es kann je nach Kontext erforderlich sein, zwischen diesen beiden Begriffen zu unterscheiden. 

## Definition
Unter einer Stammfunktion einer reellen Funktion {\displaystyle f\colon D\to \mathbb {R} } versteht man eine differenzierbare Funktion {\displaystyle F\colon D\to \mathbb {R} ,} deren Ableitungsfunktion {\displaystyle F'} mit {\displaystyle f} übereinstimmt. Damit {\displaystyle F} Stammfunktion von {\displaystyle f} ist, muss also gelten:
- {\displaystyle F} ist auf {\displaystyle D} definiert,
- {\displaystyle F} ist differenzierbar,
- Es gilt {\displaystyle F'(x)=f(x)} an jeder Stelle {\displaystyle x\in D}.

Stimmt {\displaystyle F'} zumindest auf einer Menge {\displaystyle M\subseteq D} mit {\displaystyle f} überein, so heißt {\displaystyle F} Stammfunktion von {\displaystyle f} auf {\displaystyle M}.

## Existenz und Eindeutigkeit
Jede auf einem Intervall {\displaystyle I} stetige Funktion {\displaystyle f\colon I\to \mathbb {R} } besitzt eine Stammfunktion. Nach dem Hauptsatz der Differential- und Integralrechnung ist nämlich für jedes {\displaystyle a\in I} die Integralfunktion
{\displaystyle x\mapsto \int _{a}^{x}f(t)\,\mathrm {d} t}
eine Stammfunktion von {\displaystyle f}.
Ist {\displaystyle f} auf jedem kompakten Intervall {\displaystyle [a,b]\subseteq I} integrierbar, aber nicht überall stetig, dann existiert zwar die Integralfunktion, sie braucht jedoch an den Unstetigkeitsstellen von {\displaystyle f} nicht differenzierbar zu sein, ist also im Allgemeinen keine Stammfunktion. Notwendig für die Existenz einer Stammfunktion ist, dass die Funktion den Zwischenwertsatz erfüllt. Dies folgt aus dem Zwischenwertsatz für Ableitungen.
Besitzt eine Funktion {\displaystyle f} eine Stammfunktion, so besitzt sie sogar unendlich viele. Ist nämlich {\displaystyle F} eine Stammfunktion von {\displaystyle f}, so ist für jede beliebige reelle Zahl {\displaystyle C} auch die durch {\displaystyle G(x)=F(x)+C} definierte Funktion {\displaystyle G} eine Stammfunktion von {\displaystyle f}. Ist der Definitionsbereich von {\displaystyle f} ein Intervall, so erhält man auf diese Art alle Stammfunktionen: Sind {\displaystyle F} und {\displaystyle G} zwei Stammfunktionen von {\displaystyle f}, so ist {\displaystyle G-F} konstant.
Ist der Definitionsbereich von {\displaystyle f} kein Intervall, so ist die Differenz zweier Stammfunktionen von {\displaystyle f} nicht notwendigerweise konstant, aber lokal konstant, das heißt, konstant auf jeder zusammenhängenden Teilmenge des Definitionsbereichs.

## Unbestimmtes Integral
Der Begriff des unbestimmten Integrals wird in der Fachliteratur nicht einheitlich verwendet. Zum einen wird das unbestimmte Integral {\displaystyle \textstyle \int f(x)\,\mathrm {d} x} von {\displaystyle f} als Synonym für eine Stammfunktion verstanden. Das Problem dieser Definition ist, dass die Zuordnung {\displaystyle f\mapsto \textstyle \int f(x)\,\mathrm {d} x} nicht eindeutig ist, weil nicht klar ist, auf welche der unendlich vielen Stammfunktionen die Funktion {\displaystyle f} abgebildet werden soll. Da die Konstante, um die sich alle Stammfunktionen unterscheiden, oftmals aber keine Rolle spielt, ist diese Definition des unbestimmten Integrals nur wenig problematisch.
Eine andere Möglichkeit, das unbestimmte Integral zu verstehen, ist es, den Ausdruck {\displaystyle \textstyle \int f(x)\,\mathrm {d} x} als die Gesamtheit aller Stammfunktionen zu definieren. Diese Definition hat den Vorteil, dass das unbestimmte Integral analog zum bestimmten Integral eine lineare Abbildung ist, wenn auch deren Werte Äquivalenzklassen sind.
Eine etwas weniger geläufige Methode, das unbestimmte Integral zu definieren, besteht darin, es als Integralfunktion
{\displaystyle x\mapsto \int _{a}^{x}f(t)\,\mathrm {d} t}
aufzufassen. Aufgrund des Hauptsatzes der Differential- und Integralrechnung ist diese Zuordnung für jede stetige Funktion {\displaystyle f} eine Stammfunktion von {\displaystyle f}. Erweitert man diese Definition auf Lebesgue-Integrale über beliebigen Maßräumen, so ist das unbestimmte Integral im Allgemeinen keine Stammfunktion mehr.

## Beispiele
- Eine Stammfunktion der Polynomfunktion {\displaystyle x^{3}+5x+6} ist beispielsweise {\displaystyle {\tfrac {1}{4}}x^{4}+{\tfrac {5}{2}}x^{2}+6x+3}. Die Konstante {\displaystyle 3} wurde dabei frei gewählt, in diesem Fall erhält man diese Stammfunktion durch Umkehrung elementarer Ableitungsregeln.
- Betrachtet man die Funktion 
{\displaystyle \operatorname {sgn} (x)={\begin{cases}-1&x<0\\1&x\geq 0,\end{cases}}}
 dann gilt {\displaystyle \textstyle \int _{0}^{x}\operatorname {sgn} (t)\,\mathrm {d} t=|x|}. Die Abbildung {\displaystyle x\mapsto |x|} ist auf {\displaystyle \mathbb {R} \setminus \left\{0\right\}} eine Stammfunktion von {\displaystyle \operatorname {sgn} }, nicht jedoch auf ganz {\displaystyle \mathbb {R} }, denn {\displaystyle |x|} ist an der Stelle {\displaystyle x=0} nicht differenzierbar.

## Anwendung
Ist {\displaystyle f} eine auf dem abgeschlossenen Intervall {\displaystyle [a,b]} stetige (oder allgemeiner Riemann-integrierbare) Funktion, so lässt sich mit Hilfe einer beliebigen Stammfunktion {\displaystyle F} von {\displaystyle f} das bestimmte Integral von {\displaystyle f} über {\displaystyle [a,b]} berechnen:
{\displaystyle \int _{a}^{b}f(x)\,\mathrm {d} x=F(b)-F(a).}
Stammfunktionen können daher für verschiedene Berechnungen verwendet werden, z. B.
- für das Bestimmen der Größe einer Fläche, die von Funktionsgraphen begrenzt wird;
- Volumenberechnung für Rotationskörper.

## Abgeschlossenheit – Integrationsregeln
Für das Differenzieren gibt es einfache Regeln. Dagegen ist die Situation beim unbestimmten Integrieren ganz anders, da einerseits die Operation des unbestimmten Integrierens zu einer Erweiterung vorgegebener Funktionsklassen führt, z. B. ist das Integrieren innerhalb der Klasse der rationalen Funktionen nicht abgeschlossen und führt auf die Funktionen {\displaystyle \ln } und {\displaystyle \arctan }. Auch die Klasse der so genannten elementaren Funktionen ist nicht abgeschlossen. So hat Joseph Liouville bewiesen, dass die einfache Funktion {\displaystyle f(x)=e^{-x^{2}}} keine elementare Stammfunktion besitzt. Auch die elementare Funktion {\displaystyle f(x)={\tfrac {1}{\ln x}}} besitzt keine elementare Stammfunktion. Dagegen ist {\displaystyle \textstyle \int {\tfrac {\ln x}{x}}\,\mathrm {d} x={\tfrac {1}{2}}\ln ^{2}x}.
Andererseits gibt es keine allgemeine Regel zur Bestimmung von Stammfunktionen, weshalb Stammfunktionen in sogenannten Integraltafeln tabelliert werden. Computeralgebrasysteme (CAS) sind heute in der Lage, fast alle bisher tabellierten Integrale zu berechnen. Der Risch-Algorithmus löst das Problem der algebraischen Integration elementarer Funktionen und kann entscheiden, ob eine elementare Stammfunktion existiert.

## Stammfunktionen für komplexe Funktionen
Der Begriff der Stammfunktion lässt sich auch für komplexe Funktionen formulieren. Weil die Ableitung einer holomorphen Funktion wieder holomorph ist, können nur holomorphe Funktionen Stammfunktionen besitzen. Holomorphie ist lokal bereits hinreichend: Ist {\displaystyle D\subseteq \mathbb {C} } ein Gebiet, {\displaystyle f\colon D\to \mathbb {C} } eine holomorphe Funktion und {\displaystyle z_{0}\in D}, dann gibt es eine Umgebung {\displaystyle U} von {\displaystyle z_{0}} in {\displaystyle D} und eine Stammfunktion {\displaystyle F\colon U\to \mathbb {C} } von {\displaystyle f|U}, d. h. {\displaystyle F'(z)=f(z)} für alle {\displaystyle z\in U}.
Die Frage der Existenz von Stammfunktionen auf ganz {\displaystyle D} hängt mit topologischen Eigenschaften von {\displaystyle D} zusammen.
Für eine holomorphe Funktion {\displaystyle f\colon D\to \mathbb {C} } mit {\displaystyle D} offen und zusammenhängend sind folgende Aussagen äquivalent:
1. Die Funktion {\displaystyle f} hat eine Stammfunktion {\displaystyle F} auf ganz {\displaystyle D}, das heißt, {\displaystyle F} ist holomorph und {\displaystyle f} ist die komplexe Ableitung von {\displaystyle F}.
2. Wegintegrale über {\displaystyle f} hängen nur von den Endpunkten des Weges ab.
3. Wegintegrale über geschlossene Wege (Anfangspunkt = Endpunkt) liefern als Ergebnis immer 0.

Für ein Gebiet {\displaystyle D\subseteq \mathbb {C} } sind äquivalent:
1. Jede holomorphe Funktion {\displaystyle f\colon D\to \mathbb {C} } hat eine Stammfunktion {\displaystyle F}.
2. Jeder stetige, geschlossene Weg {\displaystyle \gamma \colon [0,1]\to D} ist nullhomotop.
3. Jeder stetige, geschlossene Weg {\displaystyle \gamma \colon [0,1]\to D} ist nullhomolog.
4. {\displaystyle D} ist einfach zusammenhängend.